# Cantón de Neuvic (Corrèze)
El cantón de Neuvic (Corrèze) era una división administrativa francesa, que estaba situada en el departamento de Corrèze y la región de Limusín.

## Composición
El cantón estaba formado por diez comunas:
- Chirac-Bellevue
- Lamazière-Basse
- Liginiac
- Neuvic
- Palisse
- Roche-le-Peyroux
- Sainte-Marie-Lapanouze
- Saint-Étienne-la-Geneste
- Saint-Hilaire-Luc
- Sérandon

## Supresión del cantón de Neuvic de Corrèze
En aplicación del Decreto nº 2014-228 de 24 de febrero de 2014, el cantón de Neuvic de Corrèze fue suprimido el 22 de marzo de 2015 y sus 10 comunas pasaron a formar parte del nuevo cantón de Alta Dordoña.